# Наньтун
Наньтун (кит. спр. 南通市, піньїнь: Nántōng Shì) — місто-округ в китайській провінції Цзянсу.

## Географія
Наньтун розташовується на сході провінції, виходить до Жовтого моря.

### Клімат
Місто знаходиться у зоні, котра характеризується вологим субтропічним кліматом. Найтепліший місяць — липень із середньою температурою 26.7 °C (80 °F). Найхолодніший місяць — січень, із середньою температурою 1.7 °С (35 °F).
| Клімат Наньтуна         | Клімат Наньтуна | Клімат Наньтуна | Клімат Наньтуна | Клімат Наньтуна | Клімат Наньтуна | Клімат Наньтуна | Клімат Наньтуна | Клімат Наньтуна | Клімат Наньтуна | Клімат Наньтуна | Клімат Наньтуна | Клімат Наньтуна | Клімат Наньтуна |
| Показник                | Січ.            | Лют.            | Бер.            | Квіт.           | Трав.           | Черв.           | Лип.            | Серп.           | Вер.            | Жовт.           | Лист.           | Груд.           | Рік             |
| Середня температура, °C | 2               | 3               | 7               | 13              | 18              | 23              | 27              | 27              | 22              | 17              | 11              | 5               | 14              |
| Норма опадів, мм        | 35              | 51              | 67              | 88              | 101             | 162             | 190             | 127             | 119             | 53              | 49              | 36              | 1077            |
| ----------------------- | --------------- | --------------- | --------------- | --------------- | --------------- | --------------- | --------------- | --------------- | --------------- | --------------- | --------------- | --------------- | --------------- |
| Джерело: Weatherbase    |                 |                 |                 |                 |                 |                 |                 |                 |                 |                 |                 |                 |                 |